# Phyllomedusa
Phyllomedusa là một chi động vật lưỡng cư trong họ Nhái bén, thuộc bộ Anura. Chi này có 32 loài và 9% bị đe dọa hoặc tuyệt chủng.

## Hình ảnh

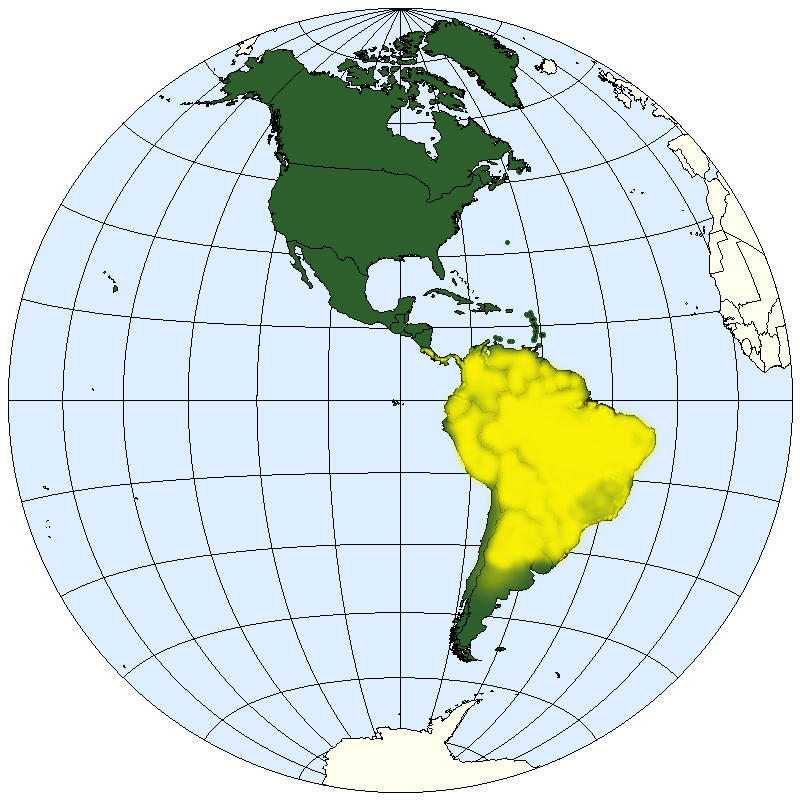
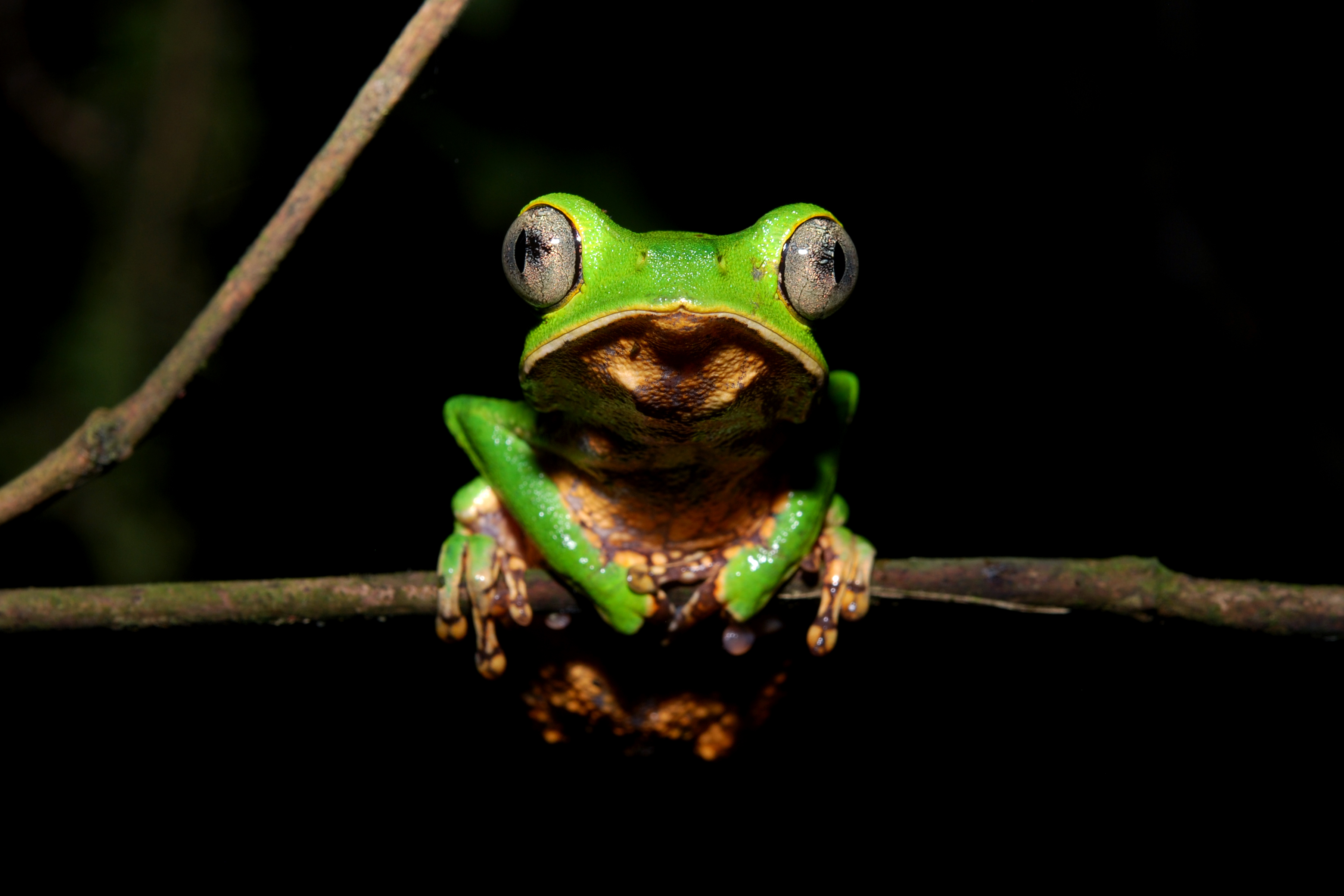
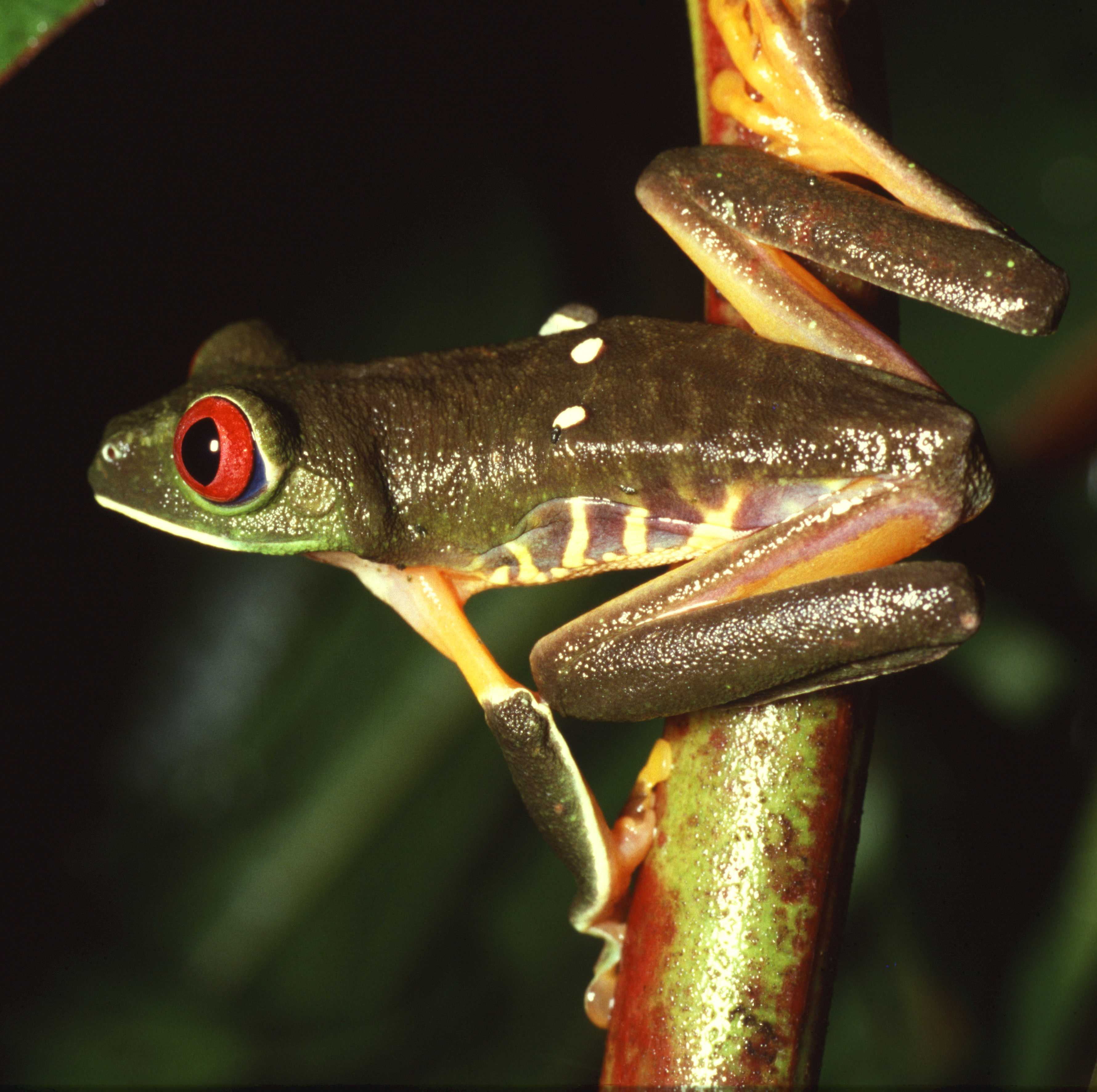

## Phân loại
Chi này gồm các loài sau:
- Chi Phyllomedusa
  - Phyllomedusa araguari
  - Phyllomedusa atelopoides
  - Phyllomedusa ayeaye
  - Phyllomedusa azurea
  - Phyllomedusa bahiana
  - Phyllomedusa baltea
  - Phyllomedusa bicolor
  - Phyllomedusa boliviana
  - Phyllomedusa burmeisteri
  - Phyllomedusa camba
  - Phyllomedusa centralis
  - Phyllomedusa coelestis
  - Phyllomedusa distincta
  - Phyllomedusa duellmani
  - Phyllomedusa ecuatoriana
  - Phyllomedusa hypochondrialis
  - Phyllomedusa iheringii
  - Phyllomedusa itacolomi
  - Phyllomedusa neildi
  - Phyllomedusa nordestina
  - Phyllomedusa oreades
  - Phyllomedusa palliata
  - Phyllomedusa perinesos
  - Phyllomedusa rohdei
  - Phyllomedusa sauvagii
  - Phyllomedusa tarsius
  - Phyllomedusa tetraploidea
  - Phyllomedusa tomopterna
  - Phyllomedusa trinitatis
  - Phyllomedusa vaillantii
  - Phyllomedusa venusta